# Prinia socialis
La prinia cenicienta o prinia ahumada (Prinia socialis)
 es una especie de ave paseriforme de la familia Cisticolidae. Se distribuye en el subcontinente indio, en la mayor parte de la India, Nepal, Bangladés, Bután, Sri Lanka y el oeste de Birmania. Es un pájaro común en jardines urbanos y tierras de cultivo en muchas partes de la India y su tamaño pequeño, colores distintivos y cola vertical lo hacen fácil de identificar.

## Descripción

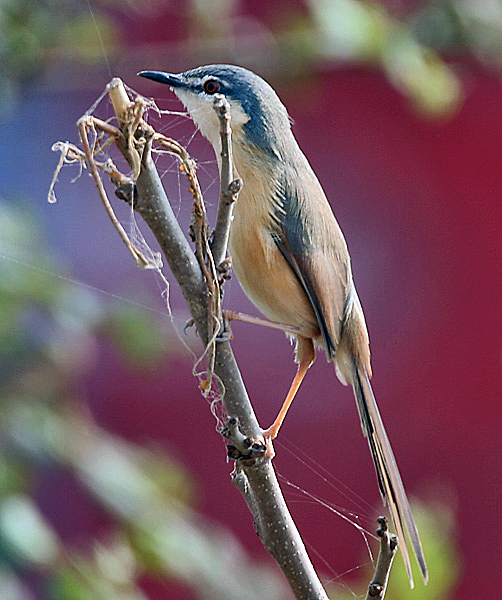
P. s. stewartii con lista superciliar visible (Haryana, India)

Mide entre 13 y 14 cm de longitud, tienen las alas cortas y redondeadas y la cola larga de color crema con las puntas con manchass negras subterminales. Suele mantener la cola en posición vertical y utiliza sus fuertes piernas para trepar y saltar en el suelo. Tienen un pico corto de color negro. La corona es de color gris y las partes inferiores son rufas en la mayoría de los plumajes. En plumaje reproductivo, los adultos de la población del norte son de color gris cenizo en la parte inferior, con la corona negra, las mejillas sin lista superciliar y las alas rojizas. En época no reproductiva, esta población tiene un superciliar corto y estrecho de color blanco y la cola es más larga. Se encuentran solos o en parejas en arbustos y, a menudo visitan el suelo.
En invierno, la subespecie del norte,  P. s. stewartii, tiene las partes superiores marrón cálido, la cola más larga y variaciones estacionales en el plumaje. Las otras poblaciones conservan el plumaje de verano durante todo el año. En Bengala Occidental y hacia el este la subespecie inglisi es más oscura por encima y más rojiza en los flancos con el pico más fino y corto que la raza nominal de la península. La subespecie endémica en Sri Lanka,  P. s. brevicauda, aparte de una llamada distinta, tiene la cola más corta y los juveniles tienen las partes inferiores amarillentas.

## Distribución y hábitat
Habita en pastizales secos, bosques abiertos, matorrales y en huertos caseros en muchas ciudades. Los límites septentrionales de las especies se encuentran a lo largo de las estribaciones del Himalaya, extendiéndose hacia el sistema del río Indo superior. La especie está ausente en la zona desértica seca del oeste de la India y se extiende hacia el este hasta Birmania. La población de Sri Lanka se encuentra principalmente en las tierras bajas, pero subiendo a las colinas a unos 1600 m.

## Comportamiento y ecología
Al igual que la mayoría de los cisticólidos, la prinia cenicienta es insectívora. El canto es un repetitivo tchup, tchup, tchup o zeet-zeet-zeet. Otra llamada es un nasal tee-tee-tee. También hace un sonido como "chispas eléctricas" durante el vuelo, que se piensa es producido por las alas (sin embargo, un autor sugiere que es hecho por el pico).
El género no-migratorio Prinia presenta una muda semestral que es rara entre los paseriformes. Una muda se produce en la primavera (abril-mayo) y la otra en el otoño (octubre-noviembre). Se teoriza que se favorecen las mudas bianuales cuando las cargas de ectoparásitos son muy altas, sin embargo no se han realizado investigaciones. Prinia socialis muda algunas remeras dos veces al año, que se denomina muda parcial bianual, sin embargo, algunos autores describen a P. socialis socialis con dos mudas completas.
Permanecen en parejas, pero se posan en forma individual sobre la rama de un árbol pequeño o arbusto.

### Reproducción

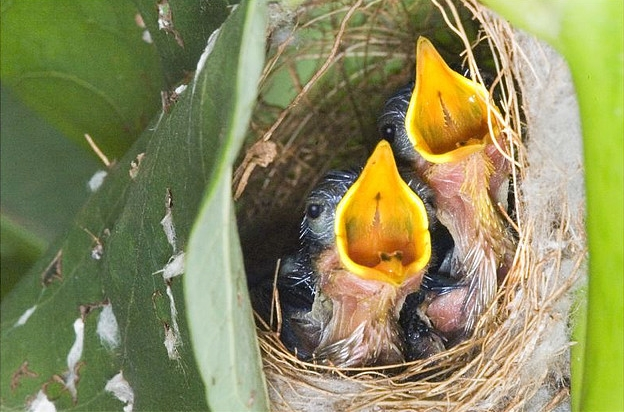
Nido con polluelos

Construye su nido cerca del suelo en un arbusto o hierba alta y pone entre 3 y 5 huevos. Se han descrito varios tipos de nidos incluyendo una taza frágil hecha cosiendo varias hojas grandes, una estructura alargada tipo bolsa con tallos de hierba y una bola endeble de hierba. El nido habitual es colocado bajo en un arbusto y consiste en hojas cosidas juntas con telas, forradas con pelo teniendo la entrada en el lado. Los huevos son de una forma ovalada algo puntiaguda y muy brillante, que varían de color rojo ladrillo a rico color castaño, siendo algunos más pálidos, algunos más oscuros. El extremo ancho del huevo es generalmente más oscuro que el resto de la cáscara, y exhibe una tapa o zona. Los huevos miden de 0,6 a 0,68 pulgadas de longitud, y de 0,45 a 0,5 de ancho. Los huevos eclosionan en unos 12 días.
La época de reproducción varía con la localidad y se ha registrado la cría durante todo el año, pero sobre todo después de los monzones. En el norte de la India es principalmente de junio a septiembre y en Sri Lanka, principalmente de diciembre a marzo o de agosto a octubre. Crían durante mayo y junio en los Nilgiris. Se cree que la especie es monógama y tanto el macho como la hembra toman parte en la incubación y la alimentación aunque a diferentes grados. Los padres pueden pasar más tiempo en el nido durante los días fríos. Se conoce que los cucos Cacomantis merulinus y Cacomantis passerinus parasitan los nidos de esta especie. Cuando el nido está amenazado por depredadores como gatos, se ha observado que los adultos fingen lesiones.
Se han observado casos raros de aves reutilizando material de un nido para reconstruir un nido en una nueva ubicación.